# Barbara Alyn Woods
Barbara Alyn Woods (* 11. März 1962 in Chicago, Illinois) ist eine US-amerikanische Schauspielerin.

## Leben
Barbara Alyn Woods wurde vor allem durch die Rolle der Diane Szalinski in der US-Fernsehshow Liebling, ich habe die Kinder geschrumpft und der Rolle der Deborah Scott der US-Serie One Tree Hill bekannt. Sie hatte u. a. Gastrollen in den Fernsehserien Raumschiff Enterprise: Das nächste Jahrhundert, Picket Fences – Tatort Gartenzaun, Ally McBeal, Überflieger und American Dreams.
Für die Juni-Ausgabe 1993 des US-amerikanischen Playboy posierte sie nackt für eine Fotostrecke.
Sie ist seit 1999 mit John Lind verheiratet, den sie am Set von Liebling, ich habe die Kinder geschrumpft kennengelernt hatte. Die beiden haben drei Töchter, Natalie (* 2000), Emily (* 2002) und Alyvia (* 2007), die ebenfalls als Schauspielerinnen tätig sind. Woods hat selber drei Geschwister.

## Filmografie
- 1988: Sable (Fernsehserie, eine Folge)
- 1989: Raumschiff Enterprise: Das nächste Jahrhundert (Star Trek: The Next Generation, Fernsehserie, eine Folge)
- 1989: Eine schrecklich nette Familie (Married… with Children, Fernsehserie, eine Folge)
- 1989: Inspektor Hooperman (Hooperman, Fernsehserie, eine Folge)
- 1989: Open House (Fernsehserie, eine Folge)
- 1990: Equal Justice (Fernsehserie, eine Folge)
- 1990: Cyberspace
- 1990: Von allen Geistern besessen! (Repossessed)
- 1990: Mr. Belvedere (Fernsehserie, eine Folge)
- 1991: Unsichtbare Killer (The Terror Within II)
- 1991: Inside Out
- 1991: Delusion
- 1991: Golden Girls (The Golden Girls, Fernsehserie, eine Folge)
- 1991: Harrys Nest (Empty Nest, Fernsehserie, eine Folge)
- 1992: Waterdance (The Waterdance)
- 1992: Tanz mit dem Tod (Dance with Death)
- 1992: Heiße Scheine (We're Talkin' Serious Money)
- 1992: Verducci und Sohn (Vinnie & Bobby, Fernsehserie, eine Folge)
- 1992: Bill & Ted's Excellent Adventures (Fernsehserie, eine Folge)
- 1992: 4x Herman (Fernsehserie, eine Folge)
- 1992: Der Fremdgeher – Eine Ehefrau rechnet ab (A House of Secrets and Lies, Fernsehfilm)
- 1992, 1995: Dream On (Fernsehserie, zwei Folgen)
- 1993: Eden (Fernsehserie, eine Folge)
- 1993: Tropical Heat (Fernsehserie, eine Folge)
- 1993: Ein Blutiges Erbe (Flesh and Bone)
- 1993: Überflieger (Wings, Fernsehserie, eine Folge)
- 1994: Ghoulies IV
- 1994: One West Waikiki (Fernsehserie, eine Folge)
- 1994: Picket Fences – Tatort Gartenzaun (Picket Fences, Fernsehserie, zwei Folgen)
- 1995: Seinfeld (Fernsehserie, eine Folge)
- 1995: Dead Weekend (Fernsehfilm)
- 1995: Frankie Starlight
- 1996: Mord ist ihr Hobby (Murder, She Wrote, Fernsehserie, eine Folge)
- 1996: Ein Hauch von Himmel (Touched By An Angel, Fernsehserie, eine Folge)
- 1996: Striptease
- 1996: Rebecca – Liebe ist nicht angesagt (Just Friends)
- 1997–2000: Liebling, ich habe die Kinder geschrumpft (Honey, I Shrunk the Kids: The TV Show, Fernsehserie, 66 Folgen)
- 1999: Ally McBeal (Fernsehserie, eine Folge)
- 2001: Confidence Man (The Confidence Man)
- 2002: Providence (Fernsehserie, eine Folge)
- 2003: American Dreams (Fernsehserie, eine Folge)
- 2003–2009, 2012: One Tree Hill (Fernsehserie, 75 Folgen)
- 2004: Winston, der Internetgeist (I Downloaded a Ghost, Fernsehfilm)
- 2004: The Wild Card
- 2009: Port City
- 2009: Desperate Housewives (Fernsehserie, eine Folge)
- 2010: The Gates (Fernsehserie, drei Folgen)
- 2012: One Tree Hill: Always & Forever (Fernsehfilm)
- 2012: Taste It: A Comedy About the Recession
- 2014: The Goldbergs (Fernsehserie, zwei Folgen)
- 2014: Tödliche Freundschaft (Death Clique, Fernsehfilm)
- 2019: Laufen. Reiten. Rodeo. (Walk. Ride. Rodeo.)
- 2021–2022: Chucky (Fernsehserie, neun Folgen)